# Pachyegis brunnea
Pachyegis brunnea is een mosdiertjessoort uit de familie van de Fatkullinidae. De wetenschappelijke naam van de soort is voor het eerst geldig gepubliceerd in 1883 door Hincks.